# Espeletia occulta
El tabaquillo o nabalá (Espeletia occulta) es una especie de planta de la familia  Asteraceae, nativa de los páramos y bosques de alta montaña del norte y noreste de Colombia y noroeste de Venezuela, que se encuentra entre los 3.500 y 4.500 m de altitud.

## Descripción
Es un arbusto que alcanza en promedio 3 m de altura, con capitulescencias de flores color verde amarillento.

## Usos
La medicina tradicional le atribuye propiedades para aliviar la gripe y la tos.